# Juan Carlos Blanco Peñalva
Juan Carlos Blanco Peñalva, conocido como «Cacho» Blanco (Dolores, Soriano, 25 de mayo de 1946), es un exfutbolista y director técnico uruguayo. 

## Biografía
En su etapa como futbolista se desempeñó como lateral por ambas puntas y como zaguero. Comenzó jugando en el Club Atlético San Salvador de Soriano, pasando en 1963 a las divisiones formativas del Club Nacional de Football, donde debutó oficialmente en 1966. En su primera etapa en Nacional fue campeón de la Copa Libertadores de 1971, la Copa Intercontinental, y la Copa Interamericana de 1972, además de obtener el tetra-campeonato en la liga uruguaya (Campeonatos uruguayos de 1969, 70, 71 y 72).
En 1973 pasó al Zaragoza de España donde jugó hasta 1978, en una etapa del club español en la que había varios jugadores de origen sudamericano (principalmente paraguayos), lo que llevó a que se la recuerde como los Zaraguayos. Dichos planteles no obtuvieron ningún título, pero sí las mejores participaciones en la historia del club en la Primera División, quedando en el tercer lugar en la temporada 1973-74, y en el segundo lugar en la 1974-75.
En 1978 volvió a Nacional, logrando en 1980 la triple corona (Campeonato Uruguayo, Copa Libertadores y Copa Intercontinental). En 1982 pasó a Racing, donde se retiró.
Integró la Selección uruguaya en diez oportunidades, entre 1971 y 1981

## Clubes[10]
| Club          | País    | Año       |
| ------------- | ------- | --------- |
| Nacional      | Uruguay | 1967—1973 |
| Real Zaragoza | España  | 1974—1978 |
| Nacional      | Uruguay | 1979—1982 |
| Racing        | Uruguay | 1983      |

## Palmarés

### Campeonatos nacionales
| Título                      | Club     | País    | Año  |
| --------------------------- | -------- | ------- | ---- |
| Primera División de Uruguay | Nacional | Uruguay | 1969 |
| Primera División de Uruguay | Nacional | Uruguay | 1970 |
| Primera División de Uruguay | Nacional | Uruguay | 1971 |
| Primera División de Uruguay | Nacional | Uruguay | 1972 |
| Primera División de Uruguay | Nacional | Uruguay | 1980 |

### Copas internacionales
| Título                | Club     | Sede       | Año  |
| --------------------- | -------- | ---------- | ---- |
| Copa Libertadores     | Nacional | Lima       | 1971 |
| Copa Intercontinental | Nacional | Montevideo | 1971 |
| Copa Interamericana   | Nacional | Montevideo | 1972 |
| Copa Libertadores     | Nacional | Montevideo | 1980 |
| Copa Intercontinental | Nacional | Tokio      | 1980 |

## Como entrenador
Como entrenador tuvo una carrera intermitente. Fue ayudante técnico de Ildo Maneiro en Danubio F.C. en 1988, año en que el equipo franjeado obtuvo el primer Campeonato Uruguayo de su historia. Dirigió en las divisiones formativas de Nacional, y sustituyó en 1990 a Saúl Rivero como técnico del primer equipo. En esa etapa logró el subcampeonato en la Supercopa Sudamericana 1990 y ganó la Liguilla Pre-Libertadores de América 1990 (jugada en enero de 1991).
En 2013 fue contratado nuevamente en Nacional como asesor, y luego accedió interinamente a la conducción técnica del primer equipo en conjunto a Gustavo Bueno cuando Gustavo Díaz renunció a la misma.
Tras la contratación del DT Rodolfo Arruabarrena a mediados de 2013, pasó a ocupar el cargo de Secretario de Fútbol Profesional de Nacional.